# Fotingen
Fotingen är en liten by i Klövsjö distrikt (Klövsjö socken) som ligger utmed Ljungan mellan Skålan och Börtnan i södra Jämtland. Byn omfattar förutom några hus med permanentboende även ett fritidshusområde.
Fotingen ligger utmed Lännässjön som binder ihop byarna Skålan, Klövsjö och Fotingen. 

## Djurliv
Naturen omkring byn är rik på vilda djur. Några exempel är:
- Fiskarter:

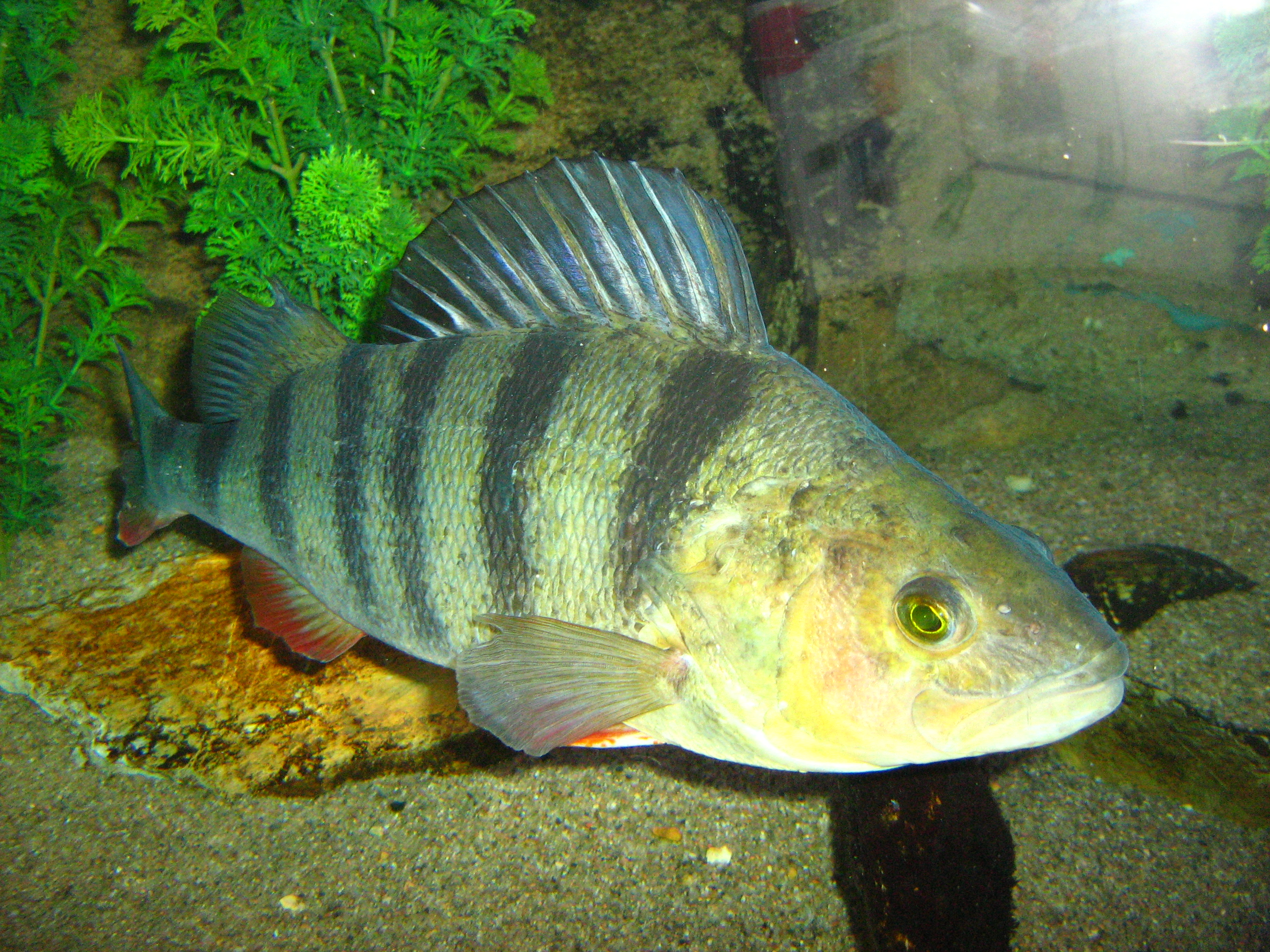
Abborre.

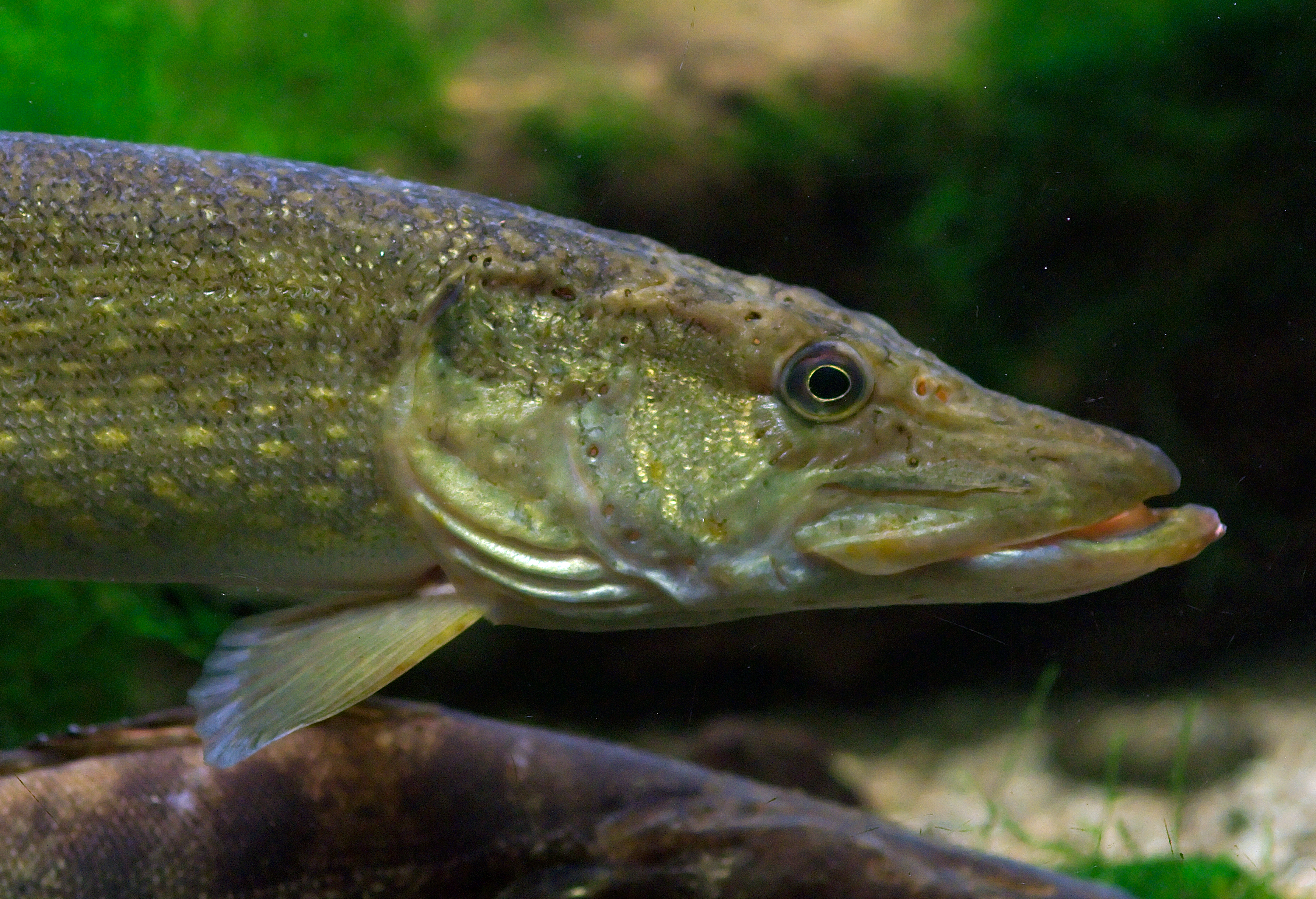
Gädda.

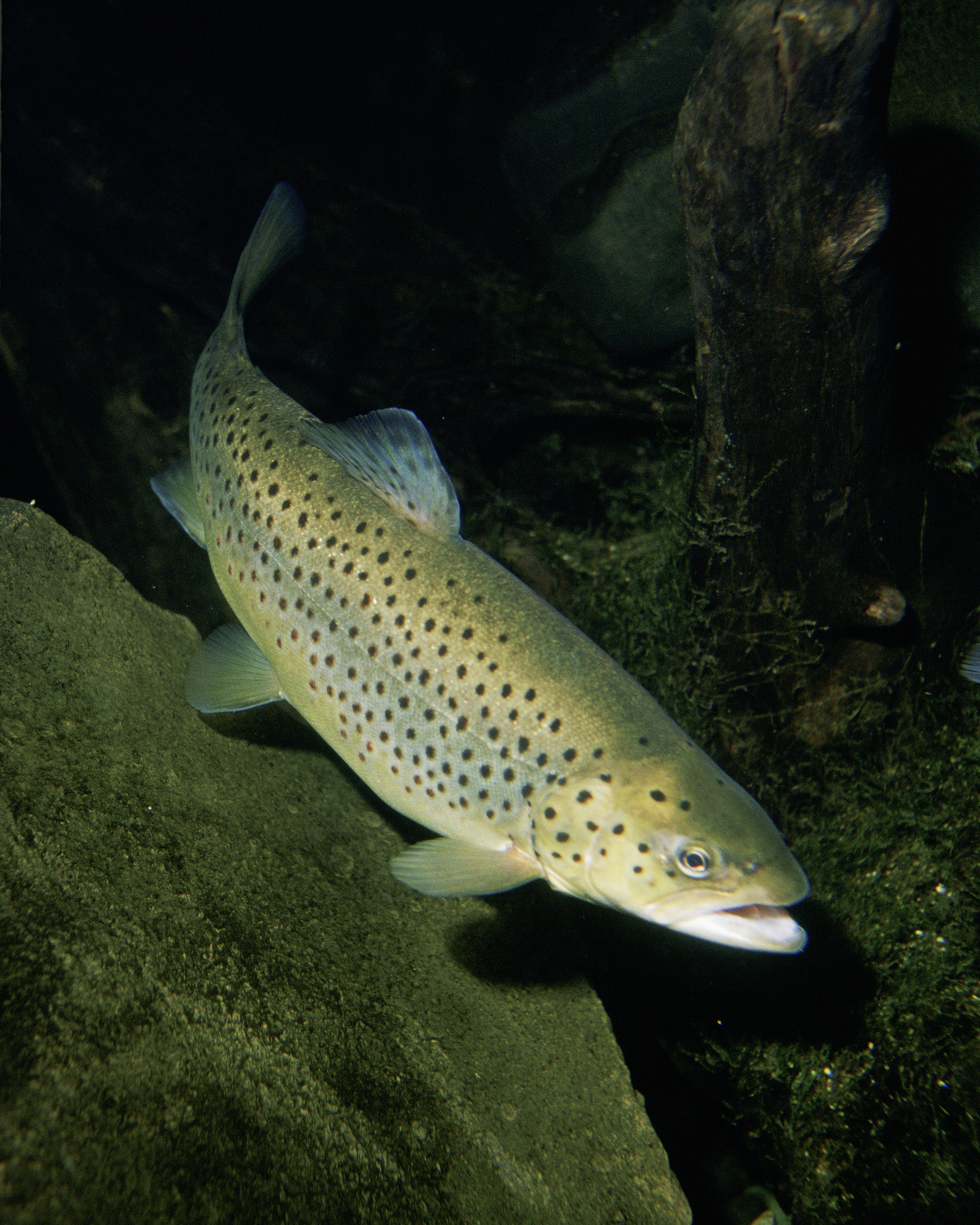
Öring.

- abbarr (abborre) ... perca fluviatilis
- aure (insjööring) ... salmo trutta lacustris
- bekkaure (bäcköring) ... salmo trutta fario
- blaosik (blåsik) ... coregonus megalops
- gjedde (gädda) ... esox lucius
- har (harr) ... thymallus thymallus
- lăkă (lake) ... lota lota
- regnbaga (regnbågsöring eller laxforell) ... oncorhynchus mykiss
- rør (fjällröding) ... salvelinus alpinus
- storsik  (storsik) ... coregonus maxillari

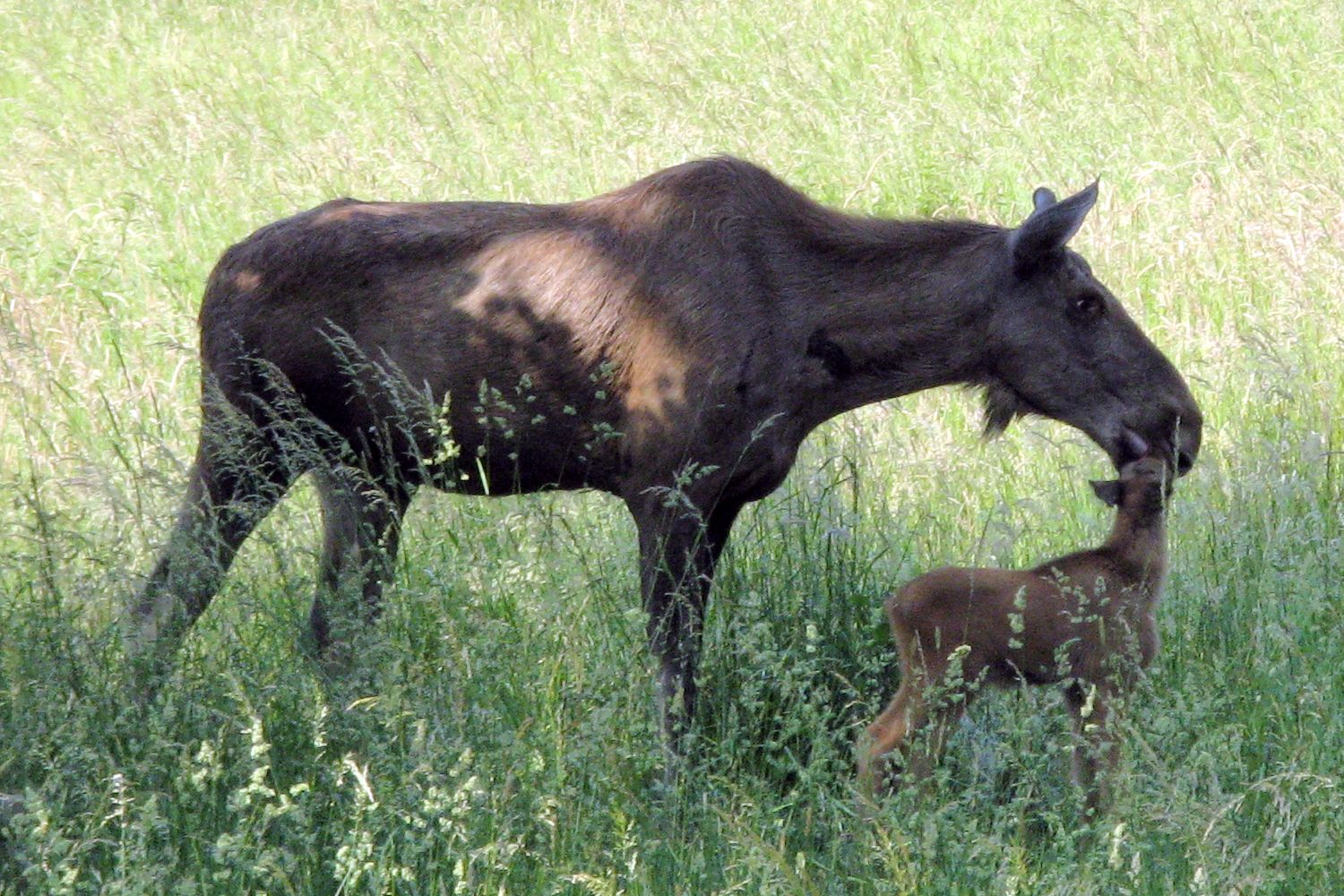
Älgko med kalv.

- Fågelarter: kungsörn, svålu (ladusvala), morkulle (morkulla), orre, tjåder (tjäder)

- Sjöfågelarter: svan, fiskmaos (fiskmås), græsann (gräsand), skrattmås

- Små däggdjur: lekatt (hermelin), mink, bjur (bäver), hara (skogshare), rauræv (Rödräv)

- Stora däggdjur: bjenn (björn), gaupe (lodjur), alg (älg), raodjur (rådjur), rein (ren), ulv (varg)